# Nicolae Droc-Barcian
Nicolae Droc-Barcian (n. 1846, în satul Rășinari din Mărginimea Sibiului - d. 1920, Giurgiu) a fost un profesor și ziarist transilvănean.
Părinții săi au fost Petru Droc și Opreana, născută Popovici-Barcianu. A fost rudă cu Daniel Popovici-Barcianu, autorul primului dicționar român-german.
A fost căsătorit cu Atina, fiica domnului Câmpeanu din Focșani și a avut doi copii: Titus (ofițer, mort în Primul Război Mondial) și Lucreția (profesoară).

## Educație și carieră profesională
La 13-14 ani, s-a mutat la București, la unchiul său Maximilian Droc, care deținea funcția de director în Departamentul Lucrărilor Publice. A urmat Liceul „Sf Sava” în perioada 1860-1867. S-a înscris la Facultatea de drept, unde a urmat cursurile între 1867-1869. Când unchiul său nu l-a mai putut întreține, a renunțat la studii și a solicitat un post de profesor la recent înființatul gimnaziu din Giurgiu, inaugurat la 4 noiembrie 1869 (este vorba despre actualul Colegiul Național „Ion Maiorescu”). A fost profesor al gimnaziului între 1870-1915, dintre care 41 de ani a fost și directorul gimnaziului. În perioada cât a fost director al gimnaziului, la 13 septembrie 1900, a înființat și Școala Comercială din Giurgiu (clasele I-IV), al cărei director a și fost între anii 1900-1915.
În 1876 a înființat o grădină botanică la Giurgiu, iar în 1883 un muzeu școlar de științele naturii. A fost implicat în primele preocupări muzeistice din orașul Giurgiu.
A organizat corul de pe lângă Catedrala Adormirea Maicii Domnului din Giurgiu, orchestra semisimfonică și Societatea muzicală „Lyra”. A inițiat sistemul editorial de anuare școlare.
În perioada anilor de școală și studenție s-a integrat în viața culturală a societății bucureștene. A colaborat cu personalități ale vieții culturale naționale, oameni politici ai vremii, printre care Mihai Eminescu, Titu Maiorescu, Nicolae Iorga. În 1885, profesorul Droc-Barcian a participat la activitățile societății „Junimea”.
În 1871 a înființat în sudul Dobrogei „Societatea română de cultură și limbă din Silistra”, iar în 1872 a sprijinit înființarea unei școli doar pentru fete în aceeași localitate. În 1880 a participat la adunarea politică de la Turda.
A fost unul dintre fondatorii filialelor giurgiuvene ale „Ateneului Român” și ale „Ligii Culturale”, al cărei președinte de onoare a și fost o perioadă.

## Omagiu

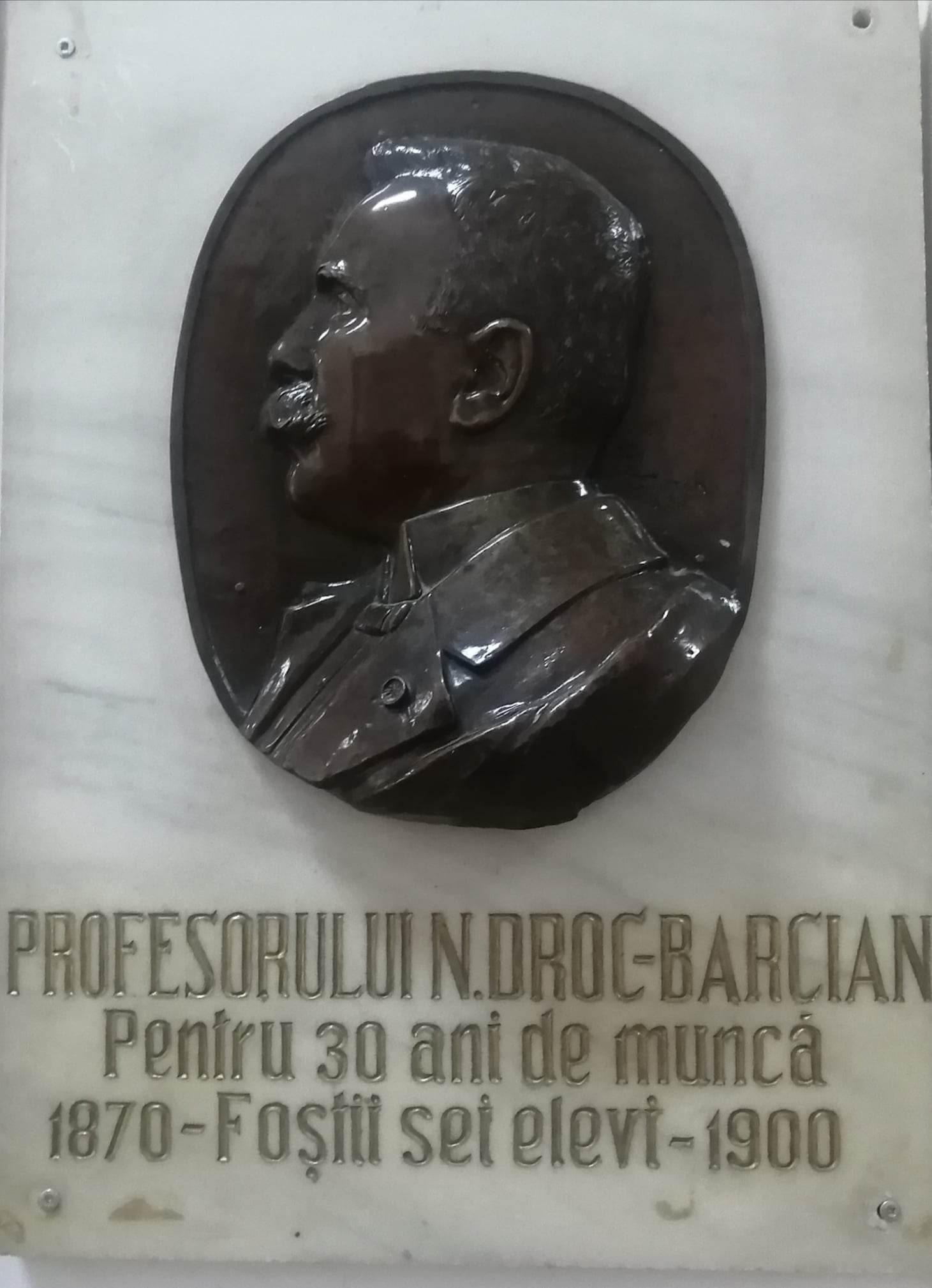
Efigia lui Nicolae Droc-Barcian, din holul Colegiului Național „Ion Maiorescu” din Giurgiu

În 2018, Muzeul Județean „Teohari Antonescu” din Giurgiu a organizat o expoziție intitulată „Nicolae Droc-Barcian, personalitate multiplă, dascăl devotat învățământului giurgiuvean”, în colaborare cu Colegiul Național „Ion Maiorescu” din Giurgiu și Universitatea „Hyperion” din București.
În 2019, cu ocazia împlinirii a 150 de ani de la înființare, în holul Colegiului Național „Ion Maiorescu” din Giurgiu, a fost dezvelită e efigie din bronz reprezentându-l pe Nicolae Droc-Barcian, primul director din vremea când această unitate de învățământ a funcționat ca gimnaziu.

## Opere
În perioada 1877-1884 a publicat nouă manuale:
- Manuale de geografie: Elemente de geografie pentru clasa 1 gimnazială (București, 1878); Elemente de geografie pentru clasa a II-a gimnazială (București, 1878); Curs de geografie și statistică pentru clasa a Il-a gimnazială (ed. Il, București, 1879- 1880 și 1884); Europa. Curs de geografie și statistică pentru uzul claselor gimnaziului (ed. 1, București, 1878-1880; ed. a 2-a, 1884);
- Manuale de limbă și literatură: Curs de literatură generală. Partea 1. Uvrajele în proză pentru uzul școalelor secundare de ambe-sexe (București, 1877); Teoria verbului și conjugarea după frații Bescherelle. Partea I și Partea II (București, 1882-1883);
- Manuale de lucrări practice: Mic curs de economie domestică (casnică) pentru uzul școalelor primare de fete (Giurgiu, 1879); Catehismul agricultorului (Giurgiu, 1884). Acesta
- din urmă a fost medaliat cu aur la Expoziția agricolă județeană din 1883, fiind prelucrat după manualul francezului Michel Greff.[4]